# Otto Casmann
Otto Casmann oder Otho Casmann (* 1562 in Warburg; † 1. August 1607 in Stade) – bekannt auch unter dem latinisierten Namen Casmannus – war ein deutscher, als junger Mann vom Katholizismus zum Protestantismus konvertierter Humanist, Astronom, Physiker und Theologe.

## Leben
Casmann studierte ab 1581 bei Rudolf Goclenius dem Älteren Philosophie in Marburg. Ab September 1582 studierte er in Helmstedt Philosophie und Theologie. Dort erwarb er sich den Magister der Philosophie. 1587 hat er sich zu Studien an der Universität Heidelberg eingeschrieben.
Bereits in Helmstedt nahm Casmann mit Vorlesungen über Logik, in denen er sich deutlich gegen das aristotelische System aussprach, eine Lehrtätigkeit auf. 1589 ging Casmann an die Schüttorfer Trivialschule, die 1591 nach Steinfurt verlegt wurde und zum akademischen Gymnasium Illustre ausgebaut wurde. Hier unterrichtete er Philosophie und Anthropologie. 1594 erhielt Casmann eine Berufung für das Rektorenamt in Stade, wo der Magistrat ein Gymnasium eingerichtet hatte. In Stade lehrte Casmann Philosophie und Theologie mit Schwerpunkten in der Logik und der Naturphilosophie.
Casmann ist bedeutend für die Geschichte der Anthropologie und Psychologie. Er brachte die Lösung dieser beiden Wissenschaften von der aristotelischen Metaphysik in Gang und ist damit ein klassischer Vertreter der Säkularisierung der Wissenschaften in der frühen Neuzeit. In dem in seiner Steinfurter Zeit entstandenen Werk Psychologia anthropologica, sive animae humanae doctrina (Hanau, 1594) festigte er den von Magnus Hundt (1449–1519) geprägten Begriff der „Anthropologie“. Den zweiten Band Psychologia anthropologica (Hanau 1596, auch Secunda pars anthropologiae: hoc est: fabrica humani corporis betitelt) zum Bau des menschlichen Körpers hat Casmann in seiner Stader Zeit geschrieben. Casmann definiert 1594 die Anthropologie als „Die Lehre von der menschlichen Natur“. „Die menschliche Natur ist eine Weseneigenheit, die der doppelten Welt-Natur, der geistigen und der körperlichen, die zu einem Grundbestand vereinigt sind, teilhaftig ist.“ Diese, im 17. Jahrhundert auf Psychologie und Anatomie als Säulen einer Anthropologie beruhenden, Definition ist bis heute gültig.
Otto Casmann starb wohl infolge von Überarbeitung im Alter von 45 Jahren am 1. August 1607 in Stade. Er hinterließ eine Frau und drei Töchter.